# Thomas Wolf (Bankräuber)
Thomas Wolf (alias David van Dijk und David Schult, * 11. Februar 1953 in Düsseldorf) ist ein deutscher Bankräuber. Ihm werden zahlreiche Überfälle in verschiedenen Städten, darunter Groß-Gerau, Hamburg und Eindhoven, zugeschrieben. Wegen einiger dieser Taten sowie einer Entführung wurde er zu langjährigen Haftstrafen verurteilt.

## Leben
Die kriminelle Karriere von Thomas Wolf begann im Alter von 15 Jahren mit Fahrrad- und Ladendiebstählen. Später kamen Raub, Betrug, schwere räuberische Erpressung, Verabredung zur Geiselnahme und Gefangenenmeuterei dazu. Er saß zwischen 1981 und 2000 in verschiedenen Gefängnissen in Nordrhein-Westfalen. 1982 floh er aus einer Gefängnisklinik, 1988 zersägte Wolf die Gitterstäbe der JVA Gütersloh und entkam. 1989 floh er, nachdem der Vollzug in der JVA Geldern gelockert wurde. Jeder Flucht folgte eine Festnahme.
Thomas Wolf saß bis zur Jahreswende 2000 in der JVA Moers-Kapellen und verbüßte dort eine sechsjährige Restfreiheitsstrafe wegen Bankraubs als Teil einer Freiheitsstrafe von insgesamt 21 Jahren. Von einem Hafturlaub kam er nicht zurück.
Jahrelang lebte er dann unter dem Namen David van Dijk überwiegend in Frankfurt am Main. Am 20. April 2000 überfiel Wolf die Commerzbank am Paul-Nevermann-Platz im Hamburger Stadtteil Altona und erbeutete 500 000 DM. Während seines Lebens im Untergrund hat er weitere gleich gelagerte Straftaten in den Niederlanden und Belgien begangen oder versucht.
Am 27. März 2009 entführte er die Frau eines leitenden Bankangestellten in Wiesbaden, die sich nach Zahlung eines Lösegeldes von 1,8 Millionen Euro selbst befreien konnte. Seitdem war Wolf auf der Flucht, 100.000 Euro Belohnung waren für seine Ergreifung ausgesetzt. Im Mai 2009 entkam er der Polizei nur knapp. Sein Fluchtwagen wurde in einem Waldstück bei Delmenhorst gefunden.
Am 28. Mai 2009 nahm die Polizei ihn vor dem Lokal Lehmitz auf der Reeperbahn in Hamburg fest. Er leistete keinen Widerstand.
Im April 2010 wurde bekannt, dass Wolf an Borreliose erkrankt ist. Die Erkrankung zog er sich möglicherweise zu, als er sich im Jahr zuvor während der Flucht auch in Wäldern versteckte und dabei einen Zeckenstich erlitt. Im Strafprozess wegen der Entführung und dreier Banküberfälle, der im März 2011 vor dem Landgericht Wiesbaden begann, war seine Verhandlungsfähigkeit durch die Erkrankung eingeschränkt. Wolf hat angekündigt, die Gefängnisärzte zu verklagen, weil sie seine Erkrankung zunächst nicht erkannt hatten. Im Dezember 2011 wurde er nach neunmonatiger Verhandlung wegen der Entführung aus dem Jahr 2009 sowie zwei davor erfolgten Banküberfällen zu einer Gesamtfreiheitsstrafe von 13 Jahren und 6 Monaten verurteilt. Die Staatsanwaltschaft sah davon ab, Sicherungsverwahrung zu beantragen. Thomas Wolf spricht Englisch und Niederländisch fließend und akzentfrei. 2013 erschien seine Autobiografie, die er im Gefängnis geschrieben hat.

## Veröffentlichungen
- Thomas Wolf – Outside In – Die Autobiografie des bekanntesten Bankräubers Deutschlands. Schwarzkopf, Berlin 2013, ISBN 978-3-86265-159-7.